# Le Mouton à cinq pattes
Le Mouton à Cinq Pattes (Brasil: O Carneiro de Cinco Patas ) é um filme francês de 1954, do gênero comédia, dirigido por Henri Verneuil e estrelado por Fernandel e Françoise Arnoul.
Fernandel interpreta seis papéis neste que é considerado pelo crítico e historiador Ken Wlaschin o último de seus dez melhores filmes.

## Sinopse
Édouard Saint-Forget, experiente fabricante de vinhos, não vê seus cinco filhos desde que os enviou para a escola. O doutor Bollène, médico da cidadezinha, resolve procurá-los e levá-los de surpresa para ver o pai. O que ele encontra é uma turma desconjuntada envolvida com empregos esquisitos.

## Principais premiações
| Patrocinador                                  | Prêmio | Categoria                | Situação |
| --------------------------------------------- | ------ | ------------------------ | -------- |
| Academia de Artes e Ciências Cinematográficas | Oscar  | Melhor História Original | Indicado |

## Elenco
| Ator/Atriz       | Personagem                                                          |
| ---------------- | ------------------------------------------------------------------- |
| Fernandel        | Édouard Saint-Forget / Alain / Bernard / Charles / Désiré / Etienne |
| Françoise Arnoul | Marianne Durand-Perrin                                              |
| Andrex           | Marinheiro                                                          |
| Michel Ardan     | Marinheiro                                                          |
| Edmond Ardisson  | Brigadeiro                                                          |
| Georges Chamarat | Senhor Durand-Perrin                                                |
| Édouard Delmont  | Doutor Bollène                                                      |
| Paulette Dubost  | Solange Saint-Forget                                                |
| Ky Duyen         | Chinês                                                              |
| Louis de Funès   | Pilate                                                              |
| Leopoldo Francés | Mestiço                                                             |
| Micheline Gary   | Anfitriã do instituto de beleza                                     |
| René Génin       | Prefeito                                                            |
| Denise Grey      | Senhora Durand-Perrin                                               |
| Tony Jacquot     | Professor                                                           |